# مهمة مستحيلة: الحساب النهائي
مهمة مستحيلة: الحساب النهائي (بالإنجليزية: Mission: Impossible – The Final Reckoning)‏ هو فيلم أكشن جاسوسية أمريكي قادم من تأليف وإخراج كريستوفر ماك كويري وبطولة توم كروز، هنري تشيرني، سايمون بيج، ريبيكا فيرغسون، فانيسا كيربي، هايلي أتويل، شيا ويجهام وبوم كليمنتيف. من المقرر عرض الفيلم في 28 يونيو 2024.

## روابط خارجية
- مهمة مستحيلة: الحساب النهائي على موقع IMDb (الإنجليزية)
- مهمة مستحيلة: الحساب النهائي على موقع ميتاكريتيك (الإنجليزية)
- مهمة مستحيلة: الحساب النهائي على موقع روتن توميتوز (الإنجليزية)
- مهمة مستحيلة: الحساب النهائي على موقع ألو سيني (الفرنسية)
- مهمة مستحيلة: الحساب النهائي على موقع بوكس أوفيس موجو (الإنجليزية)
- مهمة مستحيلة: الحساب النهائي على موقع فيلمافينيتي (الإسبانية)
- مهمة مستحيلة: الحساب النهائي على موقع قاعدة بيانات الفيلم (الإنجليزية)
- مهمة مستحيلة: الحساب النهائي على موقع ليتربوكسد (الإنجليزية)
- مهمة مستحيلة: الحساب النهائي على موقع كينوبويسك (الروسية)